# ジバクアリ
ジバクアリ (Colobopsis saundersi, 別名：バクダンオオアリ、kamikaze ants) は、マレーシアとブルネイで発見されたアリの1種である。
働きアリは敵に襲われると、腹筋を収縮することにより体の一部を自爆させる。この自爆によって、刺激臭のある粘性の毒液を相手に浴びせ、味方への注意と共に敵の動きを封じた上で道連れにする。この行動はAutothysis（ギリシャ語の自己+犠牲から作られた造語）と呼ばれる。通常のアリより何倍も大きく全身に及ぶ下顎腺を持ち、そこで防衛用の粘着分泌物を生成する。

## 分泌物の成分
毒性接着剤は、雨季は明るい白色、乾季と雨季の初めごろは淡い黄色（もしくはクリーム色）と変色する。その理由は季節変化の食性か内部pHの違いによるものと考えられている。成分は「主にポリアセテート、脂肪族炭化水素、およびアルコール」から構成されている。
- フェノール類 - ベンゼン環に直接ヒドロキシ基が付いている化合物。
  - 2',4'-ジヒドロキシアセトフェノン - アセトフェノンのベンゼン環の2位（オルト位）と4位（パラ位）に1つずつヒドロキシ基が付いた化合物。
  - 2-メチル-5,7-ジヒドキシクロモン - クロモン類の1種。
  - m-クレゾール - ヒトの皮膚を腐食する性質を持ち、消毒薬としても使用される。ただし、m-クレゾールはごく微量しか含まれていない。
  - オルシノール - これもごく微量しか含まれていない。
- 脂肪族化合物 - 長い炭化水素鎖を持った化合物。
  - ウンデカン - 炭素数11の直鎖アルカン。しばしば昆虫に含まれることのある成分。
  - 2-ヘプタノン - これはごく微量しか含まれていない。
- テルペノイド - イソプレンが縮合して合成される化合物。イソプレンの炭素は5個なので、テルペノイドの炭素は5の倍数個。
  - シトロネラール、シトロネロール、シトロネル酸
  - イソプレゴール

などといった化合物が含まれている。

## 関連する種
Autothysis は Colobopsis 属の他の種にも見られ、ゴキブリ目シロアリ科および半翅目（カメムシ目）アブラムシ科の一部においても知られる。一部を以下で紹介する。

### Colobopsis属（膜翅目）
- Colobopsis explodens

バクダンオオアリ C. saundersi は C. explodens と種群（species complex）を形成するとされる。

### シロアリ科
本行動はシロアリ科の複数のグループで見られる。兵隊階級を持たない種で多く見られるが、兵アリが本行動を見せる種も知られる。
- Globitermes sulphureus
- Neocapritermes taracua

### アブラムシ科
社会性アブラムシであるモンゼンイスアブラムシNipponaphis monzeni が本行動を行うことが知られている。